# Badande ungdom

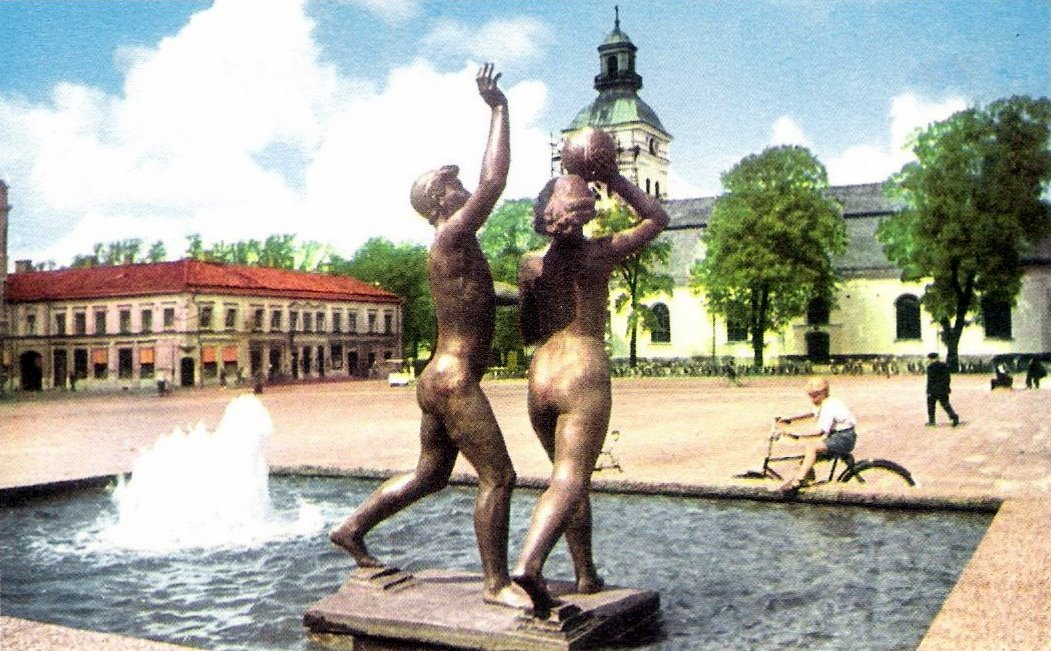
Badande ungdom på 1960-talet med Varbergs kyrka och Lundquistska huset i bakgrunden. Vykort från 1960-talet.

Badande ungdom är en bronsskulptur utförd av Bror Marklund i Varberg. 
Skulpturen placerades 1937 framför rådhuset på Varbergs torg. Den är placerad i en rektangulär fontän mot torgets utkant och föreställer ett naket ungt par med en boll.